# Кенія на літніх Олімпійських іграх 1956
Кенія на літніх Олімпійських іграх 1956 року в Мельбурні була представлена 25 спортсменами (24 чоловіками та однією жінкою) у 4 видах спорту: легка атлетика, хокей на траві, плавання та стрільба.
Країна вперше брала участь у літніх Олімпійських іграх. Кенійські олімпійці не здобули жодної медалі.

## Легка атлетика
Трекові та шосейні дисципліни
| Бартоджо Ротіч                                             | 400 м, чоловіки            | 48.90   | 4   | не пройшов | не пройшов | не пройшов | не пройшов | не пройшов | не пройшов |            |            |            |            |
| Кібет Бойт                                                 | 400 м, чоловіки            | 49.48   | 3 Q | 49.18      | 6          | не пройшов | не пройшов | не пройшов | не пройшов |            |            |            |            |
| Камау Ваньоке                                              | 400 м, чоловіки            | 50.74   | 4   | не пройшов | не пройшов | не пройшов | не пройшов | не пройшов | не пройшов |            |            |            |            |
| Кіпталам Кетер                                             | 800 м, чоловіки            | TNT     | TNT | Н/Д        | Н/Д        | не пройшов | не пройшов | не пройшов | не пройшов |            |            |            |            |
| Ньяндіка Маїйоро                                           | 5000 м, чоловіки           | 14:29.4 | 2 Q | Н/Д        | Н/Д        | Н/Д        | Н/Д        | 14:19.0    | 7          |            |            |            |            |
| Арере Анентія                                              | 5000 м, чоловіки           | 14:37.0 | 6   | Н/Д        | Н/Д        | Н/Д        | Н/Д        | не пройшов | не пройшов |            |            |            |            |
| Кануті Сум                                                 | марафон, чоловіки          | Н/Д     | Н/Д | Н/Д        | Н/Д        | Н/Д        | Н/Д        | 2:58:42    | 31         |            |            |            |            |
| Кіпталам Кетер, Камау Ваньоке, Кібет Бойт, Бартонджо Ротіч | естафета 4×400 м, чоловіки | 3:17.6  | 4   | Н/Д        | Н/Д        | Н/Д        | Н/Д        | не пройшли | не пройшли | не пройшли | не пройшли | не пройшли | не пройшли |

Польові дисципліни
| Спортсмен      | Дисципліна                 | Кваліфікація | Кваліфікація | Фінал     | Фінал |
| Спортсмен      | Дисципліна                 | Результат    | Місце        | Результат | Місце |
| -------------- | -------------------------- | ------------ | ------------ | --------- | ----- |
| Джозеф Лересае | стрибки у висоту, чоловіки | 1,92         | 13 Q         | 1,92      | 18    |

## Плавання
| Спортсмен        | Дисципліна                  | Гіт    | Гіт   | Півфінал   | Півфінал   | Фінал      | Фінал      |
| Спортсмен        | Дисципліна                  | Час    | Місце | Час        | Місце      | Час        | Місце      |
| ---------------- | --------------------------- | ------ | ----- | ---------- | ---------- | ---------- | ---------- |
| Маргарет Нортроп | 100 м вільним стилем, жінки | 1:12.8 | 34    | не пройшла | не пройшла | не пройшла | не пройшла |

## Стрільба
| Спортсмен      | Дисципліна                                    | Фінал     | Фінал |
| Спортсмен      | Дисципліна                                    | Результат | Місце |
| -------------- | --------------------------------------------- | --------- | ----- |
| Чарльз Троттер | малокаліберна гвинтівка лежачи, 50 м          | 586       | 41    |
| Рой Конгрів    | малокаліберна гвинтівка лежачи, 50 м          | 587       | 40    |
| Чарльз Троттер | малокаліберна гвинтівка з трьох позицій, 50 м | 1030      | 42    |
| Рой Конгрів    | малокаліберна гвинтівка з трьох позицій, 50 м | 1096      | 39    |

## Хокей на траві
Груповий турнір
Група B
| Team            | Pld | W | D | L | GF | GA | Pts |
| --------------- | --- | - | - | - | -- | -- | --- |
| Велика Британія | 3   | 1 | 2 | 0 | 5  | 4  | 4   |
| Австралія       | 3   | 2 | 0 | 1 | 6  | 4  | 4   |
| Малайзія        | 3   | 0 | 2 | 1 | 5  | 6  | 2   |
| Кенія           | 3   | 0 | 2 | 1 | 2  | 4  | 2   |

| 23 листопада, 14:30 |           |       |  |
| Австралія           | 2–0 (1–0) | Кенія |  |
|                     |           |       |  |

| 24 листопада, 16:00 |           |       |  |
| Велика Британія     | 1–1 (1–1) | Кенія |  |
|                     |           |       |  |

| 28 листопада, 16:00 |           |       |  |
| Малайзія            | 1–1 (0–1) | Кенія |  |
|                     |           |       |  |